# Biffeche
Biffeche (también escrito Bifeche) es, desde el siglo XVII, el nombre de una isla de tamaño medio en el delta del río Senegal, aproximadamente dos kilómetros río arriba de la isla de N'Dar.
En la actualidad, este tramo del río forma la frontera entre Mauritania y Senegal.Hay muchos grupos étnicos en la región incluyendo los peul, Sereres, wolof y maure.
La población es principalmente musulmana, pero también posee grupos de católicos y animistas. El Santuario Nacional de aves de Djoudj se encuentra al norte.